# Old Friends: Live on Stage
Old Friends: Live on Stage è un album dal vivo del duo folk rock statunitense Simon & Garfunkel, pubblicato nel 2004.
Si tratta di una registrazione effettuata durante un concerto tenuto a New York nel 2003, durante il tour della reunion. Il disco è stato pubblicato anche in video in formato DVD. Vi hanno partecipato i The Everly Brothers.

## Tracce

### CD 1
1. Old Friends/Bookends – 3:33
2. A Hazy Shade of Winter – 3:33
3. I Am a Rock – 4:23
4. America – 4:53
5. At the Zoo – 1:33
6. Baby Driver – 2:58
7. Kathy's Song – 3:58
8. Tom and Jerry Story – 2:14
9. Hey, Schoolgirl – 0:45
10. The Everly Brothers Intro – 1:42
11. Bye Bye Love – 3:00
12. Scarborough Fair – 3:50
13. Homeward Bound – 5:41
14. The Sound of Silence – 5:04

### CD 2
1. Mrs. Robinson – 4:32
2. Slip Slidin' Away – 4:59
3. El Condor Pasa – 3:34
4. The Only Living Boy in New York – 4:03
5. American Tune – 4:40
6. My Little Town – 4:35
7. Bridge Over Troubled Water – 6:11
8. Cecilia – 4:25
9. The Boxer – 5:07
10. Leaves That Are Green – 3:22
11. Citizen of the Planet – 3:14

## DVD
Parte 1
1. "Opening Montage (America inst.)"
2. "Old Friends/Bookends"
3. "A Hazy Shade of Winter"
4. "I Am a Rock"
5. "America"
6. "At the Zoo"
7. "Baby Driver"
8. "Kathy's Song"
9. "Tom and Jerry Story"
10. "Hey, Schoolgirl"
11. "The Everly Brothers Intro"
12. "Wake Up Susie" [Everly Brothers]
13. "All I Have to Do Is Dream" [Everly Brothers]
14. "Bye Bye Love" [con Everly Brothers]
15. "Scarborough Fair"
16. "Homeward Bound"
17. "The Sound of Silence"

Parte 2
1. "Opening Montage"
2. "Mrs. Robinson"
3. "Slip Slidin' Away"
4. "El Condor Pasa"
5. "Keep the Customer Satisfied"
6. "The Only Living Boy in New York"
7. "American Tune"
8. "My Little Town"
9. "Bridge Over Troubled Water"
10. "Cecilia"
11. "The Boxer"
12. "Leaves That Are Green"
13. "The 59th Street Bridge Song (Feelin' Groovy)"

## Formazione
- Paul Simon: chitarra, voce
- Art Garfunkel: voce
- Warren Bernhardt: piano
- Jamey Haddad: percussioni
- Jim Keltner: batteria
- Pino Palladino: basso
- Larry Saltzman: chitarra
- Rob Schwimmer: tastiere, theremin
- Mark Stewart: chitarre, violoncello

Ospiti
- Don Everly: chitarra, voce
- Phil Everly: chitarra, voce